# ملویل شاولسون
ملویل شاولسون (انگلیسی: Melville Shavelson؛ زاده ۱ آوریل ۱۹۱۷ درگذشته ۸ اوت ۲۰۰۷) کارگردان، و تهیه‌کننده اهل ایالات متحده آمریکا بود.
از فیلم‌هایی که وی در آن‌ها نقش داشته‌است، می‌توان به سوارکاری در اوج اشاره نمود.